# Lulonga

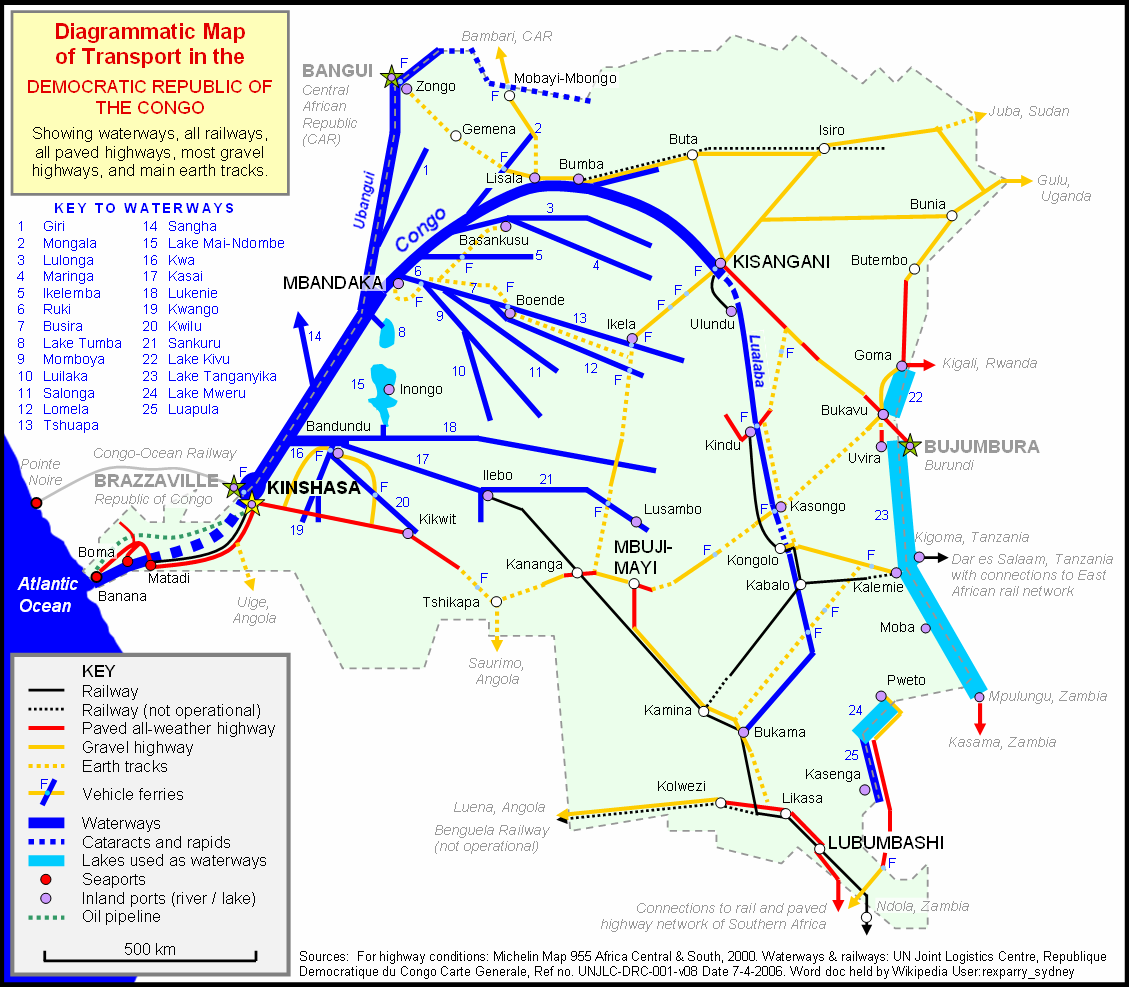
Transportwegen van Congo-Kinshasa, met waterwegen in blauw. De Lulonga is nummer 3.

De Lulonga is een rivier in de Evenaarsprovincie in het noorden van Congo-Kinshasa. Het is een zijrivier van de Kongo. De Lulonga is ongeveer 180 kilometer lang en heeft een stroomgebied van 77 000 km². De Lulonga loopt vanaf haar oorsprong bij de plaats Basankusu, waar de rivieren Maringa en Lopori samenkomen, tot aan de plaats Lulonga, waar ze de rivier de Kongo treft. De rivier stroomt in een brede vallei en is goed bevaarbaar. 